# Blitzzähler

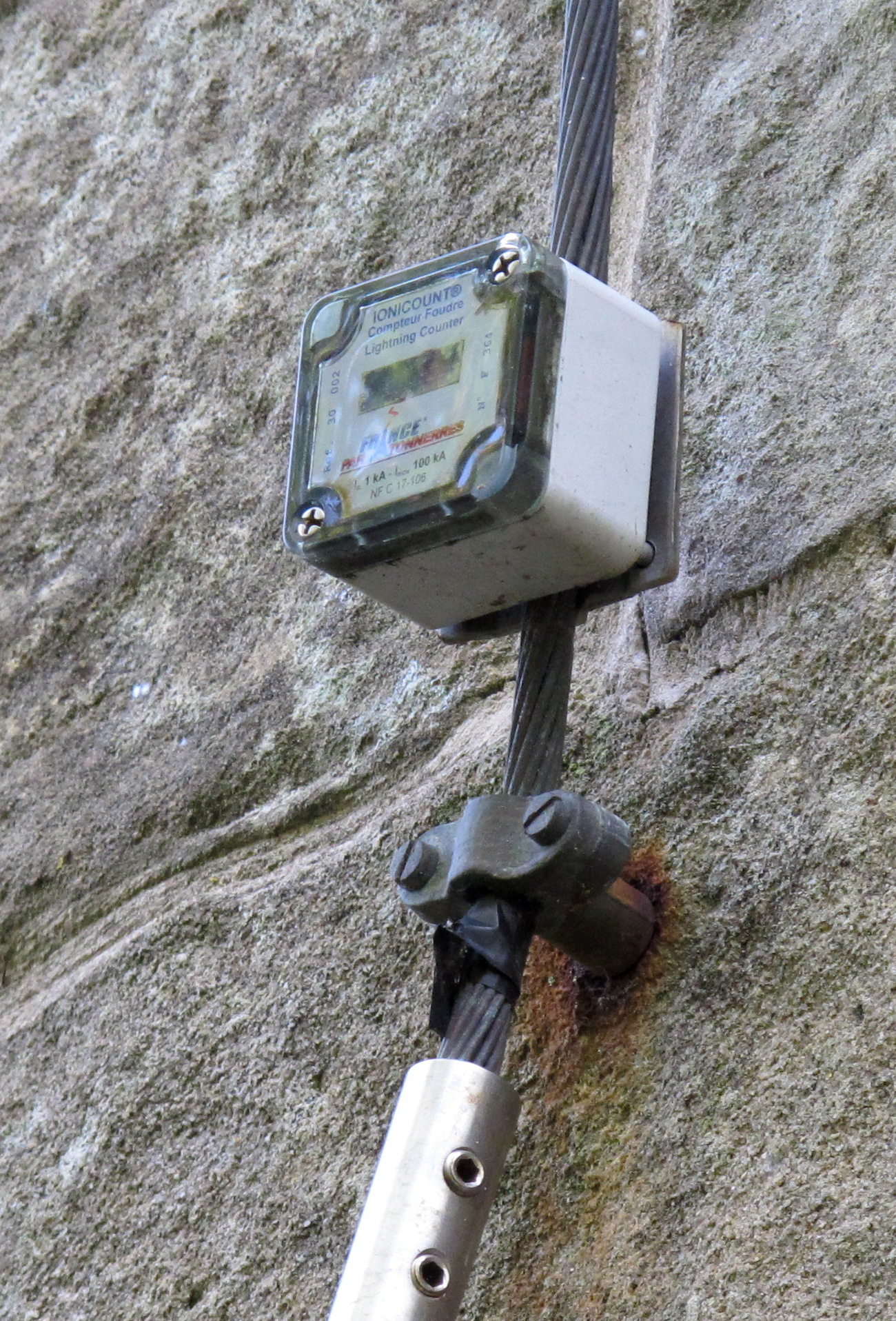
An einem Blitzableiter montierter Blitzzähler

Ein Blitzzähler, englisch Lightning Strike Counter (LSC), ist ein spezielles Zählwerk, welches Blitzeinschläge in eine Blitzschutzanlage, üblicherweise im Bereich des Blitzableiters, registriert und diese Ereignisse zwecks Informationsgewinnung automatisch zählt. Blitzzähler dienen unter anderem dazu, an bestehenden Blitzschutzanlagen an Gebäuden die Funktionsfähigkeit des Blitzschutzes sicherzustellen und zu dokumentieren. Eine weitere Anwendung ist im Bereich der Meteorologie, um an bestimmten, exponierten Gebäuden oder Baustrukturen wie Sendemasten die Blitzeinschläge pro Zeitspanne exakt für Forschungszwecke zu erfassen. Blitzzähler zählen zu den optionalen Komponenten einer Blitzschutzanlage und sind in den Anforderungen von der International Electrotechnical Commission (IEC) im Standard IEC 62561-6 festgelegt.

## Funktionsweise
Blitzzähler werden üblicherweise im Außenbereich direkt an der Ableitungsanlage, also zwischen der Fangeinrichtung und der Blitzschutzerdung, angebracht. Der Blitzzähler erfasst dabei den Anstieg der magnetische Flussdichte, welche durch den schlagartigen Blitzstrom im Blitzableiter verursacht wird, und summiert (zählt) diese Ereignisse. Zur Erfassung dient dabei eine Spule, in welcher durch den Blitzeinschlag eine proportionale und in der Stärke reduzierter Stromimpuls erzeugt wird. Dazu wird der Blitzzähler unmittelbar am metallischen Blitzableiter (Metallstab) montiert, durch welchen der Blitzstrom gegen Erde abgeleitet wird, wie in nebenstehenden Bild dargestellt. Das Zählwerk kann je nach Modell als elektromechanisches oder elektronisches Zählwerk realisiert sein und verschiedene Zusatzfunktionen, wie beispielsweise Zwischenspeicher oder automatische Ermittlung der Blitzeinschläge pro Zeitspanne, umfassen.
Um Fehlzählungen, beispielsweise durch andere über den Erder fließende Ströme zu vermeiden, müssen Blitzzähler so gestaltet sein, dass sie nur die von Blitzeinschlag erzeugten Stromimpulse erfassen. Dies erfolgt durch Filter im Blitzzähler, welche Signale mit kurzen Anstiegszeiten im Bereich weniger Mikrosekunden, wie es typisch für Blitzeinschläge ist, von anderen Störsignalen trennt. Weiters arbeiten Blitzzähler mit bestimmten Auslöseschwellen und Erfassen nur elektrische Ströme in der Ableitungsanlage, welche einen Scheitelwert von mehr als 1 kA (Sonderfall ab 100 A) aufweisen.